# Gonarthrus longibarbus
Gonarthrus longibarbus är en tvåvingeart som först beskrevs av Efflatoun 1945.  Gonarthrus longibarbus ingår i släktet Gonarthrus och familjen svävflugor. Inga underarter finns listade i Catalogue of Life.